# Тибодо, Жан
Жан Тибодо (фр. Jean Thibaudeau; 7 марта 1935, Ла-Рош-сюр-Йон, департамент Вандея, Франция — 18 декабря 2013, Париж) — французский писатель, эссеист, драматург и переводчик.

## Биография
С июня 1960 года был членом редколлегии французского авангардного литературного теоретического журнала «Tel Quel», объединявшего вокруг него группу интеллектуалов, писателей и поэтов.
Специалист по творчеству поэта и эссеиста Франсиса Понжа, с которым состоял в переписке.

## Творчество
Писатель, принадлежащий к младшему поколению авторов «нового романа». Его тексты («Царственная церемония», 1960; трилогия «Увертюра», 1966—1974) носят подзаголовок «роман», но в сущности представляют собой скорее опыты лирической прозы, чем собственно романические повествования.
В своих теоретических установках Тибодо пытается сочетать социологический (не без крайностей и упрощений) подход к литературе с методами структурализма.
Среди его работ — первая монография о поэте Франсисе Понже (1967). Статья «Текстовой роман» была опубликована в журнале «Эроп» (1968, октябрь).
Перевёл на французский язык ряд произведений Хулио Кортасара, Эдоардо Сангвинети и Итало Кальвино.
С 1961 г. — один из новаторов радиоарта. Автор нескольких работ в этом направлении, заново открытых в 1998 году, переведенных и адаптированных во многих странах мира.

## Избранная библиография
- Une cérémonie royale, Paris, éditions de Minuit, 1960 — Премия Фенеона.
- Ouverture, Paris, éditions du Seuil, 1966.
- Ponge, Paris, Gallimard, collection " La bibliothèque idéale ", 1967
- Imaginez la nuit, roman, Paris, Le Seuil, collection " Tel Quel ", 1968
- Mai 1968 en France, précédé de Printemps rouge par Philippe Sollers, Paris, Le Seuil, collection " Tel Quel ", 1970. Ré-édition Phonurgia Nova, 1998.
- Socialisme, avant-garde, littérature : interventions, Paris, Éditions sociales, 1972.
- Ouverture… Roman noir ou Voilà les morts, à notre tour d’en sortir, Paris, Le Seuil, 1974.
- L’Amour de la littérature, Paris, Flammarion, 1978.
- L’Amérique, Paris, Flammarion, collection Digraphe, 1979. (ISBN 2-08-062513-6)
- Journal des pirogues, Paris, L’Un dans l’autre, collection " Palimpsestes ", 1984. (ISBN 2-904545-01-8)
- Mémoires : album de familles, Seyssel, éd. Comp’Act, collection " Liber ", 1987.
- Souvenirs de guerre : poésies et journal, suivi de Dialogues de l’aube, Paris, Hatier, collection " Haute Enfance ", 1991. (ISBN 2-218-03750-5)
- Comme un rêve : roman et autre histoires, Paris, Écriture, 1994. (ISBN 2-909240-09-6)
- Mes années " Tel Quel " : mémoire, Paris, Écriture, 1994. (ISBN 2-909240-10-X)
- Lettres à Jean Thibaudeau par Francis Ponge, présentation et notes du destinataire, Cognac, Le Temps qu’il fait, 1999.
- Préhistoires, Monaco / Paris, éd. du Rocher, collection " Esprits libres ", 2004. (ISBN 2-268-04931-0)
- Ouverture [роман], Grenoble, De l’incidence, 2011. (ISBN 978-2-918193-06-7)